# لبان سقطري
لبان سقطري أو البوسويلية السقطرية (الاسم العلمي:Boswellia socotrana) هو نوع من النباتات يتبع جنس اللبان من الفصيلة البخورية.